# Cruzando la calle
Cruzando la calle es un óleo sobre tabla de 46 × 37,5 cm creado hacia 1873-1875 por el pintor italiano Giovanni Boldini, conservado en el Instituto de Arte Clark de Williamstown (Massachusetts) en Estados Unidos desde 1955.

## Procedencia
Propiedad de Alexis Febvre de París en 1876, luego de Knoedler de Nueva York, la obra fue vendida a Robert Sterling Clark el 31 de diciembre de 1925; el Instituto de Arte Clark de Williamstown (Massachusetts) lo conserva desde 1955  cuando se creó el museo por legado de Francine Clark a la muerte de su marido en 1956.

## Descripción
La obra, que representa a una joven cruzando una calle de París, parece una instantánea que devuelve la animación de la ciudad. En plano medio, una joven rubia y esbelta, Berthe, modelo de Boldini en ese momento, elegantemente vestida a la moda, cruza una calle adoquinada. Abraza un ramo de flores mientras se levanta la falda para avanzar más fácilmente. Al hacerlo, muestra la enagua, atrayendo la mirada del hombre que pasa detrás de ella en un taxi, y que se asoma por la ventanilla para contemplar mejor el encantador espectáculo.

## Análisis
La muy estudiada composición, con la progresiva estructuración de los planos en profundidad, confiere a la obra una dimensión narrativa casi teatral. Los efectos de simetría crean una sensación de movimiento, gracias a que los dos vehículos, el carruaje y un carro de transporte, se alejan entre sí y los personajes, todos solitarios, van en direcciones diferentes: el hombre en el carruaje, las dos mujeres: la joven burguesa y una anciana de condición humilde, espalda con espalda, el perrito que pasa entre ellas. Se cierra con fachadas de edificios cuyos bajos con tiendas exhiben “Reparación de muebles de todo tipo" pintado en el dintel y "Camisas, sombreros, lencería" en el toldo, formando una especie de muro de fondo que acentúa la dimensión teatral de la composición.